# Lily Sverner
Lily Sverner (Antuérpia, 27 de dezembro de 1934 - São Paulo, 29 de outubro de 2016) foi uma fotógrafa belga que chegou a cidade do Rio de Janeiro em 1941.

## História
Estudou fotografia na Enfoco, Escola de Fotografia de São Paulo (1973-1974) e em 1985 frequentou a International Center of Photography na cidade de Nova York.
Com André Boccato criou em São Paulo a Sver & Boccato Editores, primeira editora dedicada à edição de livros de fotografia no Brasil e em 1997, fundou o Gabinete da Imagem, voltado à comercialização de fotografias.
Suas fotos fazem parte do acervo do Museu de Arte de São Paulo (MASP) e do Instituto Moreira Salles.
Fez estágio no International Center of Photography, de Nova York, em 1985.
Dedicou-se em paralelo a uma carreira como fotógrafa, que a levou a realizar seis exposições individuais e a ter seu trabalho incluído em diversas coletivas e no acervo de prestigiosas instituições internacionais como Coleção Pirelli-Masp, Kustthaus Zürich, Maison Française da New York University, Instituto Moreira Salles, Fototeca de Cuba, Havana, entre outras.

## Publicações
- Fragmentos de uma paisagem urbana, 1988
- Virtudes da realidade, Editora Animae, 1995
- Recortes do olhar, Editora Bocatto, 2009
- Para ver sem pressa, Galeria Fass, 2016

## Obra

### Exposições
- 1976 - Salão Fuji da Fotografia, Santo André
- 1979 - Estranha solidão aderindo a coisas e gente, Galeria Grife, São Paulo
- 1980 - O homem brasileiro e sua raiz cultural, Museu de Arte de São Paulo (MASP), São Paulo
- 1981 - Sus-pensamentos, ACM Sorocaba e Prefeitura de Itu, SP
- 1986 - Summersite: France, Maison Française, Nova York
- 1988 - Mulheres fotógrafas, Funarte, Rio de Janeiro
- 1991 - Nombres, Fototeca de Cuba, Havana
- 1992 - Nomes, Museu de Arte de São Paulo (MASP), São Paulo
- 1992 - Nomes, Centro Cultural Banco do Brasil, Rio de Janeiro
- 1992 - Das Brasilien Der Brasilianer, Kunsthaus Zurich, Suíça
- 1992 - Nomes, Centro Cultural Banco do Brasil, Itatiba, SP
- 1993 - A Fotografia Brasileira Contemporânea, no SESC Pompéia, São Paulo
- 1995 - Retratos, na Fundação Armando Álvares Penteado, São Paulo